# Elisabeth Dieringer-Granza
Elisabeth Dieringer-Granza (ur. 12 maja 1974 w Villach) – austriacka polityk, nauczycielka i działaczka samorządowa, posłanka do landtagu Karyntii, deputowana do Parlamentu Europejskiego X kadencji.

## Życiorys
W 1998 ukończyła studia na Uniwersytecie w Grazu, uzyskując dyplom nauczyciela historii, nauk społecznych, języka włoskiego i muzealnictwa. Podjęła pracę w zawodzie nauczycielki. W latach 2013–2017 była wiceprzewodniczącą krajowej rady szkolnej w Karyntii. Zaangażowała się w działalność polityczną w ramach Wolnościowej Partii Austrii (FPÖ). Zasiadała w radzie miejskiej w Villach, w której pełniła funkcję przewodniczącej klubu radnych swojego ugrupowania. Została przewodniczącą krajowych struktur związanej z FPÖ organizacji kobiecej Initiative Freiheitliche Frauen, a w 2018 objęła stanowisko sekretarza federalnego IFF. Powołano ją również na wiceprzewodniczącą partii w Karyntii. W latach 2018–2023 sprawowała mandat posłanki do landtagu. W 2024 została wybrana do Parlamentu Europejskiego X kadencji.